# Theoderich I.
Theoderich I. (auch Theoderid, gotisch Þiudareiks; † 451) war König der Westgoten von 418 bis 451.

## Vorgeschichte
418 verließen die Westgoten unter ihrem König Wallia die Iberische Halbinsel, um sich in den von den Römern zugewiesenen Gebieten Südwest-Galliens niederzulassen. Bei den zugewiesenen Siedlungsgebieten handelte es sich um die Provinz Aquitania II. und Teile der umliegenden Provinzen Novempopulana und Narbonensis. Direkten Zugang zum Mittelmeer erhielten die Westgoten aber nicht. Noch während die Einrichtung der neuen Wohnsitze in vollem Gange war, starb Wallia unerwartet in der westgotischen Hauptstadt Tolosa.

## Königtum
Nachfolger des verstorbenen Wallia wurde Ende 418 Theoderich I. Nähere Einzelheiten seiner Erhebung zum Westgotenkönig sind aber nicht bekannt. Wahrscheinlich war er der Gatte einer Tochter des früheren Westgotenkönigs Alarich und wurde deshalb zum neuen König gewählt. Er führte die unter seinem Vorgänger Wallia begonnene Ansiedlung der Goten in Südwest-Gallien zu Ende. Seine auf Expansion ausgerichtete Politik, die infolge der Schwäche des Weströmischen Reichs erfolgreich war, führte zur Gründung des Westgotenreichs, das nach seiner ersten Hauptstadt Tolosa (Toulouse) auch Tolosanisches Reich genannt wird. Sein vom Atlantik bis zur Loire reichendes Territorium dehnte er durch Eroberungen nach Süden hin aus, wobei er das 418 geschlossene Bündnis (foedus) mit den Römern unter Ausnützung von deren schwindender Macht verletzte.
Als Foederat der Römer unterstützte Theoderich 422 den Heermeister Castinus militärisch auf dessen Kriegszug gegen die Vandalen in der südspanischen Baetica, doch übten die gotischen Verbände Verrat und verursachten so eine Schlappe der Römer. Als Kaiser Honorius im August 423 starb und im November 423 Johannes die Macht an sich riss, kam es im römischen Reich zu innenpolitischen Auseinandersetzungen. Diese Situation nutzte Theoderich, der sein Reich bis ans Mittelmeer ausdehnen wollte. So unternahm er 425 einen Versuch zur Eroberung der Hauptstadt der gallischen Präfektur, Arelate, die einen strategisch bedeutenden Verkehrsknotenpunkt von Straßen nach Ravenna, Spanien und rhoneaufwärts zum Rhein darstellte. Doch der römische Heermeister für Gallien, Aëtius, konnte mit Hilfe hunnischer Söldner die Einnahme von Arelate durch die Westgoten verhindern, die abziehen mussten. Inhaltlich nicht bekannt ist der von Aëtius mit Theoderich bei dieser Gelegenheit geschlossene Vertrag, doch wurden zu dessen Bekräftigung dem Westgotenkönig von römischer Seite gallische Adlige als Geiseln ausgeliefert. Der spätere Kaiser Avitus kam etwas später an den westgotischen Hof, wo er einige Zeit verweilte und den Söhnen Theoderichs Unterricht erteilte. Er konnte den Gotenherrscher auch zur Freilassung des als Geisel gehaltenen Theodorus überreden. Nachdem die Vandalen 429 Spanien verlassen hatten und in Nordafrika Plünderungszüge durchführten, außerdem die Juthungen in Raetien von Aëtius bekämpft werden mussten, versuchten die Westgoten erneut – aber wieder vergeblich –, Arelate zu erobern.
Durch Kämpfe des weströmischen Reichs gegen die Franken – die 435 Köln und Trier plünderten –, eine Rebellion der bäuerlichen Bagauden in Aremorica und andere Ereignisse sah Theoderich 436 die Gelegenheit gekommen, Narbo Martius einzunehmen, um sich eine Verbindung zum Mittelmeer und zu den über die Pyrenäen nach Spanien verlaufenden Wege zu verschaffen. Doch gelang es Litorius, der nach dem weiteren hierarchischen Aufstieg des Aëtius den Oberbefehl in Gallien erhalten hatte, mit Hilfe hunnischer Foederaten die bedrohte Stadt vor den Westgoten zu schützen. Anscheinend besiegte dann Aëtius selbst gotische Truppen, als deren König abwesend war. Theoderich wurde in Richtung seiner Hauptstadt Tolosa zurückgedrängt. Sein Friedensvorschlag wurde zurückgewiesen. Die Goten blieben aber in der 439 bei Tolosa erfolgten militärischen Auseinandersetzung siegreich. Der während der Kampfhandlungen verwundete Litorius starb bald darauf in gotischer Gefangenschaft an seinen Verletzungen. Daraufhin schickte Aëtius den damals als praefectus praetorio Galliarum fungierenden Avitus zur Übermittelung eines Friedensvorschlags zu Theoderich, der zustimmte. Vielleicht wurde damals das Tolosanische Reich als souveräner Staat anerkannt. Jedenfalls wird diese Anerkennung durch Kaiser Valentinian III.  aus einer Angabe des Geschichtsschreibers Jordanes gefolgert.
Eine Tochter Theoderichs war mit Hunerich, dem Sohn des Vandalenherrschers Geiserich, vermählt worden (429?). Da aber die Aussicht einer Heirat von Hunerich mit Eudocia, der Tochter des Kaisers Valentinian III. bestand, beschuldigte Geiserich Theoderichs Tochter, Mordpläne gegen ihn geschmiedet zu haben und schickte sie verstümmelt im Jahr 444 zum Westgotenkönig zurück. Dieser musste daher von nun an den Vandalen feindlich gegenüberstehen. Ebenfalls 444 kam der mit Aëtius auf Kriegsfuß stehende ehemalige Heermeister Sebastianus an den westgotischen Hof nach Tolosa. Es hätte zu gespannten Beziehungen mit Aëtius kommen können, doch schickte Theoderich seinen Gast bald wieder fort, der daraufhin Barcelona eroberte und später (450) auf Befehl Geiserichs getötet wurde. Mit Rechila, dem König der Sueben in Spanien, dürfte Theoderich verfeindet gewesen sein, da westgotische Truppen im Jahr 446 den kaiserlichen Feldherrn Vitus bei einem Feldzug gegen die Sueben unterstützten. Da diese starke Verteidigung leisten konnten und Geiserich engere Verbindungen zum römischen Reich suchte, änderte Theoderich später seine Außenpolitik. So gab der Westgotenkönig eine seiner Töchter im Februar 449 dem neuen Suebenkönig Rechiar zur Gemahlin. Sein Schwiegersohn besuchte Theoderich im Juli 449, verheerte bei der Rückkehr – mit Hilfe der Bagauden sowie laut dem Schriftsteller Isidor von Sevilla mit Unterstützung der Goten – die Umgebung der Stadt Caesaraugusta und konnte sich mit einer List Ilerdas bemächtigen.
Ob Theoderich tatsächlich schon eine Gesetzgebung vornahm, wie früher angenommen, wird neuerdings wieder angezweifelt.

## Kampf gegen Attila und Tod
Bevor Attila mit seinen Hunnen und weiteren Verbündeten seinen Marsch nach Westen bis nach Gallien durchführte, unternahm er den Versuch, ein Bündnis der Westgoten mit den Römern zu verhindern. Zu diesem Zweck unterbreitete er Theoderich das Angebot eines Paktes gegen die Römer, denen er aber gleichzeitig umgekehrt Unterstützung gegen die Westgoten offerierte. Unklar ist, ob Theoderich – der zuerst eine neutrale Position hatte einnehmen wollen – nur aufgrund der römischen Anerkennung der Unabhängigkeit seines Staates nach einer Vermittlung des Avitus einem Pakt mit seinem langjährigen Feind Aëtius zur Bekämpfung des gegen Gallien ziehenden Attila zustimmte oder ob er diesen Schritt nicht schon aus der Einsicht heraus unternahm, dass ein Sieg der Hunnen über das weströmische Reich auch die Existenz seines eigenen Reiches gefährdete. Jedenfalls wurde er nun ein Verbündeter der Römer. So zog Theoderich mit seinem gesamten Heer und seinen Söhnen Thorismund und Theoderich II. in den Kampf, verstärkte die nicht allzu starken Truppen des Aëtius und rettete im Juni 451 zunächst die von Attilas Armee belagerte civitas Aurelianorum. Die Westgoten zogen zusammen mit den Truppen des Aëtius dem zurückweichenden Attila hinterher, und es kam in der Nähe von Troyes zur Schlacht auf den Katalaunischen Feldern (etwa Juni oder September 451). Während die meisten Westgoten unter Theoderichs Kommando auf dem rechten Flügel kämpften, befehligte Thorismund eine kleinere Schar am linken Flügel unter Aufsicht des Aëtius, der mit dieser Aufstellung sicherstellen wollte, dass ihm Theoderich während des Kampfes treu blieb. Die Goten trugen maßgeblich zum Sieg der römischen Armee bei. Theoderich starb während der Schlacht; entweder erlag er dem Speerwurf des Ostgoten Andages oder er wurde von seinen eigenen Leuten niedergetrampelt, als er versuchte, sie an einem Rückzug zu hindern. Seine Leiche wurde erst am nächsten Tag entdeckt. Nach gotischer Sitte wurde der alte König von seinen Kriegern ehrenvoll betrauert und beigesetzt. Die Goten riefen dann sofort Theoderichs ältesten Sohn Thorismund zum neuen König aus. Weitere Söhne des gefallenen Westgotenkönigs waren Theoderich II., Frederich, Eurich, Retimer und Himnerith.
Eine Gedenktafel über ihn befindet sich in der Walhalla in Donaustauf.